# إيناس حقي (مخرجة)
إيناس حقي مخرجة تلفاز سورية. عرفت بعد إخراجها مسلسل أبو خليل القباني.

## السيرة
ولدت إيناس في دمشق، والدها هو المخرج هيثم حقي ووالدتها هي الكاتبة الطبيبة مية الرحبي. درست فن الباليه في المعهد العالي للفنون المسرحية بدمشق، وتخرجت من جامعة دمشق بعد تخصصها في قسم الإعلام. عملت كمخرجة مساعدة مع والدها المخرج هيثم حقي، بداية في ذكريات الزمن القادم
عام 2003، ثم ندى الأيام في 2006. أخرجت عدداً من الأفلام القصيرة في فرنسا، وأخرجت فيلماً وثائقياً للجنة الدولية للصليب الأحمر، كما أخرجت أفلاماً قصيرة حملت عناوين خيانة وورد وموت.
بعد ذلك عملت في مسلسل زمن الخوف للكاتب خالد خليفة، بدأ تصوير العمل الذي عرض على قناة ''أوربت'' حصرياً، بالتعاون بين إيناس ووالدها هيثم، لكن بعد عشرين يوماً، انفردت بالعمل كلياً، بإشراف من والدها، الذي يتولى إدارة الإنتاج الدرامي في محطة ''أوربت''. عرض العمل في رمضان عام 2007.
ثم عملت على إخراج مسلسل جديد بعنوان «رائحة المطر» كتبه زوجها غسان زكريا وأنتجته شركة ريل فيلم للإنتاج الفني، وعرض في 2008. في السنة التالية، أخرجت أصوات خافتة وهو مسلسل اجتماعي من بطولة أمل عرفة. آخر أعمالها كان المسلسل التاريخي أبو خليل القباني، الذي عرض في رمضان 2010، وهو مقتبس من مسرحية لدلع الرحبي التي كتبها جمال سليمان بعنوان «ما أشبه اليوم بالبارحة». ويحكي المسلسل قصة أبو خليل القباني منذ ولادته وحتى نهاية مسيرته الفنية في دمشق وحلب والقاهرة بكل تفاصيل حياته وظروف عصره السياسية والاجتماعية. في 2012، أسست شركة "تحت ال35"، التّي تُعنى بإنتاج أفلام شبابيّة وعرضها على الإنترنت.

## روابط خارجية
- إيناس حقي على موقع قاعدة بيانات الأفلام العربية